# Servidor de terminals
Un servidor de terminals (en anglés terminal server) és un maquinari per connectar múltiples dispositius d'entrada-sortida, possiblement telecontrolats, a una unitat central de procés.

## Història
Històricament un servidor de terminals era un dispositiu que unia els dispositius serials RS-232, com ara terminals verds de la pantalla "VT" o impressores serials, i transportava el tràfic de dades via el telnet del TCP/IP, el SSH o l'altre protocol venedor-específic (és a dir el LAT).
Originalment, els primers servidors terminals eren dispositius que proporcionaven una connexió entre un terminal mut, supòsit de la "pantalla verda", i un ordinador hoste, via una connexió d'Ethernet. Aquests terminals també van ser referits com 80x24, ja que van incloure 24 línies de text exhibides fins a 80 columnes a través. DECserver 100 (1985), 200 (1986) i 300 de Digital Equipment Corporation (1991) són exemples primerencs d'aquesta tecnologia. Una versió anterior d'aquest producte, coneguda com el servidor de terminals de DECSA era realment un test-bed o un prova-de-concepte per utilitzar el protocol local propietari del transport de l'àrea (LAT) en xarxes comercials de la producció. Amb la introducció dels components de memòria de llampada barats, un DECserver més últim 700 (1991) i 900 de Digital (1995), va compartir només amb les seves unitats anteriors la necessitat de descarregar el seu programari d'un "amfitrió de la càrrega" (generalment 01:00 Digital VAX o alfa) que usava el protocol propietari del MOP de Digital. De fet, aquests productes, els últims del servidor de terminals, ara també van incloure una memòria de llampada molt més gran i el suport total per a la peça del telnet del TCP/ip Protocol Suite.
Moltes altres companyies van incorporar el mercat del servidor de terminals amb els servidors terminals carregats amb el programari totalment compatible amb el LAT i el telnet. Alguns fabricants també van indicar específicament que havien emulat el sistema de comandament de Digital per a la gerència del servidor de terminals. A més de conservar la capacitat dels servidors terminals més vells d'obtenir el seu codi run-time d'un amfitrió de la càrrega, podien lligar més amb corretja de memòria de llampada a bord o d'un disc tou sostingut en una impulsió al servidor de terminals. Alguns servidors terminals de Xyplex podien actuar com a amfitrió de la càrrega per un a: un porta a terme el codi en una targeta de llampada del PCMCIA i ho serviria a un altre.
Començant en els mid-1990s, diversos fabricants, com ara robòtica dels EUA, van produir els "servidors terminals del mòdem". En comptes de tenir ports RS-232, aquests incorporarien directament un mòdem anàleg. Aquests dispositius eren d'ús general pels Internet Service Provider permetre terminal de marcatge manual del consumidor. Les versions modernes interconnecten a un ISDN PRI en comptes de tenir ports anàlegs del mòdem.
El 2006 els servidors terminals serials van ser d'ús freqüent per a la connexió als ports de la consola dels servidors del Unix. Això llavors permet que els administradors de sistema connectin amb els servidors sobre la xarxa. Això és important per reprendre el sistema i per al maquinari que elimina errors, en què el sistema operatiu no operés correctament.

## Ús modern
El terme "servidor de terminals" pot significar darrerament un servidor de l'accés de xarxa o un sistema operatiu del servidor, que proporcioni una interfície gràfica d'usuari (GUI) de Windows o un tauler de l'escriptori de Linux als terminals de l'usuari que no tenen aquesta capacitat ells mateixos. Alternativament, el tauler de l'escriptori es proporciona a un ordinador allunyada per permetre teleworking. Altres exemples del lliurament d'escriptori allunyada a fi de l'accés allunyat inclouen RDP de Microsoft i X11 de la comunitat del UNIX.
Referit a l'arquitectura client-servidor com thin-client (equips i dispositius de baixa capacitat de processament i memòria). Els protocols que el client i el servidor utilitzen per comunicar entre si són protocols d'escriptori allunyat, Citrix ICA, Systancia-AppliDis, GoGlobal] i tecnologia de NX.
La connexió amb el servidor de terminals es realitza d'una forma ràpida, ja que en un ambient del servidor de terminals, només què s'exhibeix realment a la pantalla necessita ser enviat a través de la Internet/WAN, i comandos del ratolí i del teclat estan les úniques coses que necessiten ser enviades de nou al servidor.
Normalment, el maneig de finestres es realitza en el client, que només transmet les modificacions de pantalla, de manera que s'optimitzi el temps de refresc i, per tant, la velocitat d'accés a les dades.
Com que tot el procés i emmagatzematge ocorre en el servidor, els requisits per als dispositius del client són mínims. Els dispositius del client poden ser qualsevol cosa d'un client fi (ordinador de xarxa) a un ordinador personal de configuració completa (client gruixut). La velocitat i l'energia de l'ordinador del client importen molt poc, ja que fa molt poc en el procés.

## Servidors terminals moderns
Els servidors terminals moderns s'utilitzen de moltes maneres diferents. Es posen en execució generalment amb un servidor de terminals que pugui emular fins a 40 o 50 màquines simultàniament. L'usuari final utilitza un lloc de treball (típicament un ordinador barat) per connectar amb el servidor de terminals. El lloc de treball actua típicament com si funcionés una versió completa de Linux o de Windows (usant serveis terminals). Això és avantatjós per diverses raons:
- Només cal comprar un servidor de terminals i no centenars de màquines costoses.
- Qualsevol cas al servidor de terminals té accés als recursos que no s'estan utilitzant en el moment. Aquesta disposició és ideal en una situació en què l'usuari final necessita fer tasques intensives del recurs, però només intermitentment. Com que el servidor de terminals pot tenir especificacions molt impressionants, aquest pot ajudar a cada un per tenir accés a un ordinador de gran abast si per a acomplir la tasca necessita ajuda.
- L'estat de l'ordinador de l'usuari es guarda al servidor de terminals. Fixar molts sistemes en la connexió del poder de l'usuari final en el seu lloc de treball de qualsevol localització que tingui accés a Internet (per exemple, usant la connexió d'escriptori allunyada).
- Proporciona una localització centralitzada en què els administradors poden reservar un sol servidor de terminals, més que centenars de màquines individuals.